# فرس البحر القزم
فرس البحر القزم (الاسم العلمي:Hippocampus pusillus) (بالإنجليزية: Pygmy thorny seahorse)‏ هو نوع من الأسماك يتبع جنس فرس البحر من فصيلة زمارات البحر.